# EA Vancouver
EA Vancouver, precedentemente conosciuta come EA Canada, è un'azienda canadese dedita allo sviluppo di videogiochi situata nella città di Burnaby, fondata nel 1990 dopo l'acquisizione di Distinctive Software da parte di Electronic Arts; si tratta dello studio più grande di proprietà di Electronic Arts.
EA Vancouver aveva anche una filiale, EA Black Box, chiusa nel 2013.

## Videogiochi

### EA Games
- EA Replay
- EA Playground
- Def Jam: Fight for NY
- James Bond 007: Everything or Nothing
- Marvel Nemesis: Rise of the Imperfects
- Medal of Honor: Heroes 2
- Need for Speed: Hot Pursuit 2 (PlayStation 2)
- Need for Speed: Underground
- Need for Speed: Underground 2
- Need for Speed: Underground: Rivals (PSP)
- Need for Speed: Most Wanted
- Need for Speed: Most Wanted: 5-1-0 (PSP)
- Need for Speed: Carbon
- Need for Speed: Carbon: Own the City (PSP)
- Need for Speed: ProStreet
- Need for Speed: Undercover
- Skate
- Skate 2
- Skate It

### EA Sports
- UEFA Euro 2004
- 2006 FIFA World Cup
- FIFA 06
- FIFA Manager 06
- FIFA 07
- FIFA 08
- UEFA Euro 2008
- FIFA 09
- FIFA 10
- FIFA 11
- FIFA 12
- UEFA Euro 2012
- FIFA 13
- FIFA 14
- FIFA 15
- FIFA 21
- FIFA Mobile
- Facebreaker
- Celebrity Sports Showdown
- Cricket 07
- Knockout Kings
- Madden NFL 07 (versione Wii)
- MVP Baseball 2006
- NBA Live 2003
- NBA Live 2004
- NBA Live 2005
- NBA Live 06
- NBA Live 07
- NBA Live 08
- NCAA March Madness
- NHL 06
- NHL 07
- NHL 08
- NHL 09
- NHL 10
- Rugby 06
- Rugby 08
- Total Club Manager 2005
- EA Sports Tennis 2010

### EA Sports BIG
- Def Jam Vendetta
- FIFA Street
- FIFA Street 2
- FIFA Street 3
- FIFA Street 4
- NBA Street
- NBA Street Vol. 2
- NBA Street V3
- NBA Street Showdown
- NBA Street Homecourt
- NFL Street
- NFL Street 2
- NFL Street 3
- NFL Tour
- SSX
- SSX Tricky
- SSX 3
- SSX On Tour